# Giovanni Battista Calvi
Giovanni Battista Calvi (Milà, Llombardia, 1525 - Perpinyà, 1564), va ser un enginyer militar d'origen italià al servei de la monarquia hispànica dels habsburg durant el segle xvi.

## Primera etapa a Itàlia
Va néixer a la Llombardia a començ del segle xvi. Treballà com a enginyer civil a Roma, sota la direcció d'Antonio de Sangallo el Jove, en la façana del Palau Farnesio. Més envant treballà a Siena, que aleshores formava part de la monarquia dels Habsburg. Se sap que el 1547 intervengué en la construcció del Castel Nuovo a Piacenza. Va començar a treballar per la corona espanyola a Milà i a Siena.

## La fortificació del Rosselló i de la frontera mediterrània

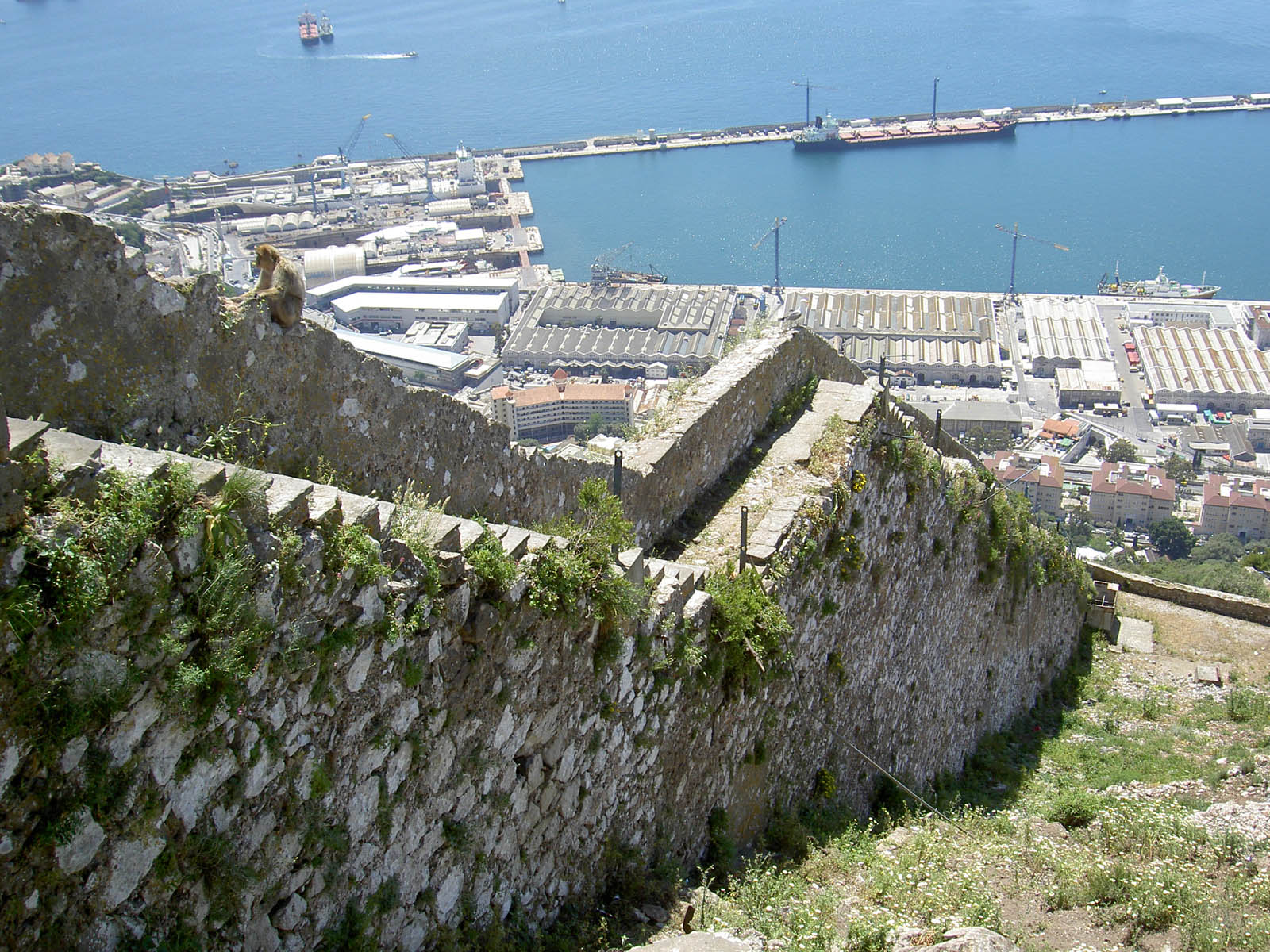
Murada de Carles V a Gibraltar.

El 1552, potser per recomanació del duc d'Urbino, va ser contractat pel príncep Felip per treballar al Rosselló en tasques de fortificació i va ser nomenat enginyer de la cort. Va estudiar a fons l'estat de les defenses fortificades de la monarquia a l'àrea mediterrània. S'ocupà de la defensa de la frontera marítima de Catalunya. Treballà a Barcelona, construint els baluards de les Reials Drassanes i a Roses, on realitzà la fortificació de la ciutadella. El 1554 projectà i realitzà les fortificacions de Logronyo, Pamplona i Estella. A Cadis va millorar les murades i a Gibraltar va construir la murada de Carles V, que protegia la ciutat pel flanc sud. El 1559 projectà i inicià les defenses de Màlaga i Mazalquivir.

## Calvi a les Balears

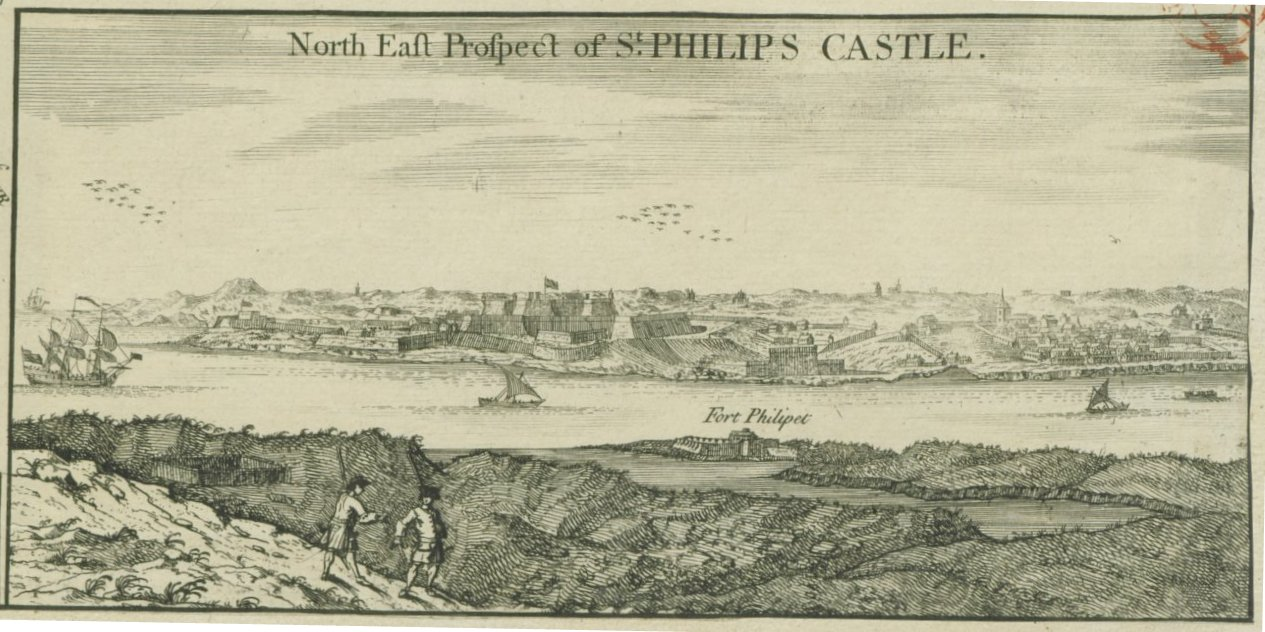
Vista del fort de Sant Felip de Maó el 1746

A les Balears primer treballà a Eivissa (1554), on definí una estructura defensiva formada per sis baluards, murs alts, gruixats i terraplenats amb parapets i amb plataformes àmplies per introduir l'artilleria. L'obra començà el gener de 1555. Després, el març de 1555, passà a Menorca, on dissenyà el castell de Sant Felip a Maó (1554-1558), un dels primers forts de la monarquia en incorporar baluards. El 1561 anà a la ciutat de Mallorca per projectar la reforma de les murades. Les obres començaren el 1562 de conformitat amb el seu projecte, llevat del traçat del torrent de sa Riera, que en lloc de ser desviat pels fossats de l'est ho fou pels de l'oest. La data i lloc de la seva mort és controvertida i degué succeir entre 1564 i 1565, o bé a la Goleta (Tunisia) o bé a Perpinyà (Catalunya), on el 1565 s'ultimaven les obres del castell. Felip II cridà el 1565 l'enginyer italià Giacomo Paleazzo Fratin, que el 1575 amplià i reforma el projecte de Calvi a Eivissa.

## Importància

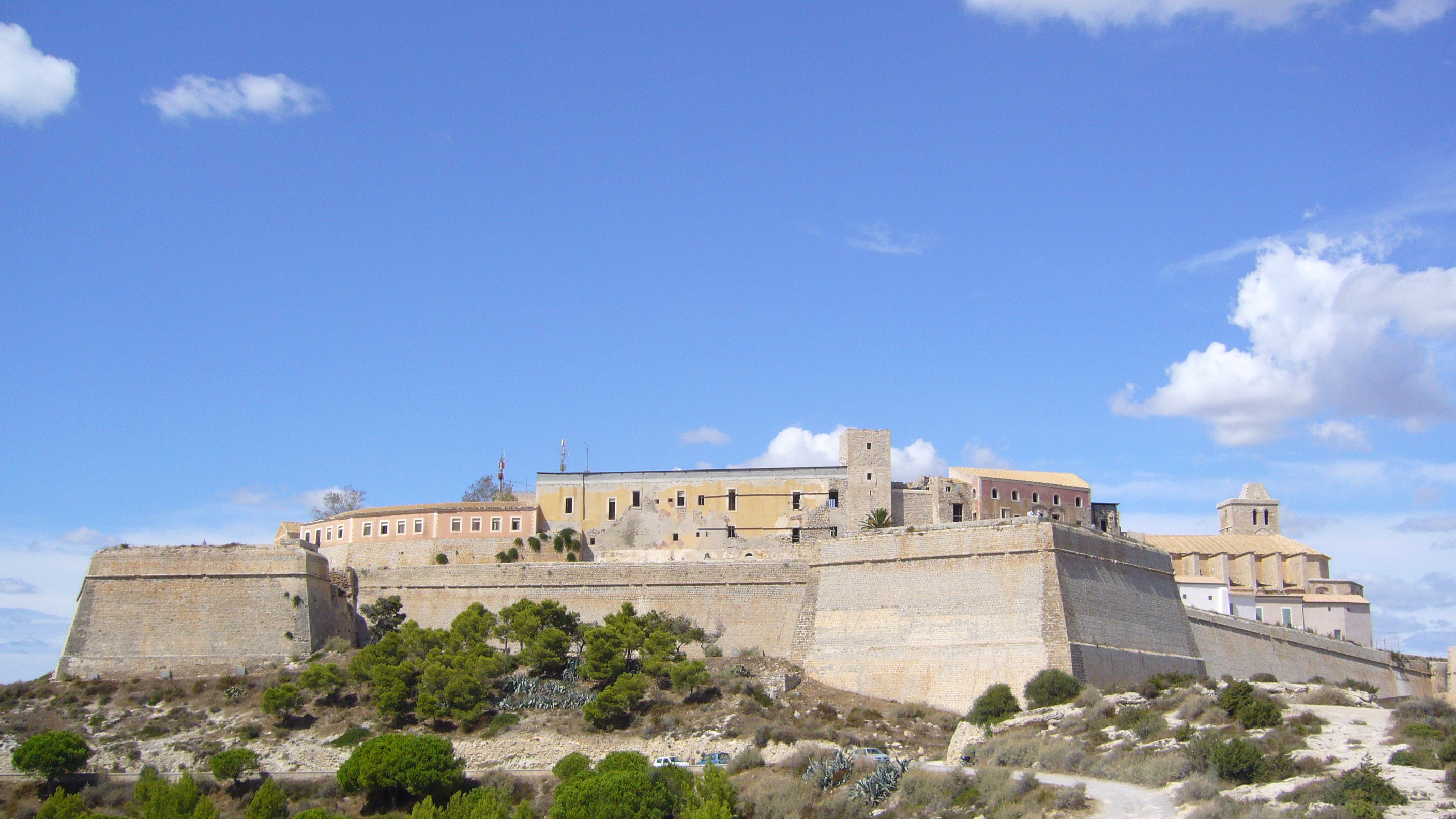
Baluards de la murada d'Eivissa

Calvi té un paper destacat en la renovació de l'arquitectura militar a la monarquia dels Habsburg. Ell introduí un concepte nou adequat a les innovacions tècniques militars, sobretot a l'ús massiu de l'artilleria. Això implicava construir uns murs molts més gruixats, amb baluards, parapets i plataformes. Les murades de Calvi representaven la superació de les dèbils i indefenses murades medievals i representaven la necessitat dels monarques espanyols de defensar les fronteres mediterrànies front a França i l'Imperi Otomà. Calvi va deixar obra cartogràfica interessant i dibuixos de les fortificacions.